# Negeri Kaya
Negeri Kaya is een bestuurslaag in het regentschap Lahat van de provincie Zuid-Sumatra, Indonesië. Negeri Kaya telt 409 inwoners (volkstelling 2010).